# Irénée Bourgois
Pour les articles homonymes, voir Bourgois.
Irénée Bourgois, né le 8 janvier 1926 à Dieppe, cité de Janval, et mort le 11 juillet 1989 à Dieppe, est un homme politique français.
Membre du Parti communiste français, il est maire de la ville de Dieppe en Seine-Maritime de 1971 à 1989 et député de la Seine-Maritime de 1978 à 1981.

## Biographie

### Vie privée
Cinquième enfant d’une famille de six, Irénée Jean Paul Bourgois obtient son baccalauréat à Caen, en juin 1944.
En octobre 1950 il est nommé professeur auxiliaire au collège d'enseignement technique « l’Émulation ». Il se marie le 26 décembre 1950 avec Monique Lugand.

### Militant CGT
Militant de la JOC, les jeunesses ouvrières chrétiennes, et catholique pratiquant, il rejoint ensuite la CGT.
En octobre 1958, il est titularisé comme professeur de mathématiques. Il devient le responsable local du Mouvement de la paix pour la région dieppoise, et milite pour la cessation de la guerre en Algérie.
Il est élu au bureau de l’Union Locale CGT de Dieppe le 24 mars 1962.
En 1964, il est élu secrétaire départemental de Seine-Maritime du SNEPT-CGT (syndicat du personnel de l'enseignement technique). Il devient secrétaire de l’Union locale CGT de Dieppe le 25 avril 1964, puis secrétaire général adjoint le 29 mars 1967.
Il s'implique dans le comité de défense de l'emploi à Dieppe à la suite de l'annonce de 30 licenciements chez Allis -Chalmers en 1967 et dans l'animation du mouvement gréviste de mai 68.
Le 9 novembre 1968, il est élu secrétaire général de l'Union locale.

### Militant communiste
Camarade de lutte de Léon Rogé, conseiller général communiste de Dieppe et sénateur de Seine-Maritime, Irénée Bourgois est présenté par Parti communiste pour le remplacer au conseil général, à la suite de son décès brutal d’une crise cardiaque en 1969. Il est élu conseiller général du canton de Dieppe, qui couvre alors le territoire des deux cantons actuels de Dieppe-Ouest et Dieppe-Est, et adhère au Parti communiste le soir de son élection. Il est régulièrement réélu conseiller général par la suite.

### Maire de Dieppe
Le 8 mars 1971, il conduit une liste d’union de la gauche, aux élections municipales qui obtient la majorité d'extrême justesse avec 50,02 % des voix face à l'équipe centriste sortante, soutenue par l'UDR.
Désormais maire de Dieppe, il entre rapidement en conflit avec la chambre de commerce de la ville. En quelques années, les délocalisations d'entreprises vers la périphérie de Dieppe se succèdent, à la suite de la création de zones industrielles concurrentes (Rouxmesnil-Bouteilles, Offranville, etc.). La baisse des recettes fiscales de la taxe professionnelle met les finances communales en situation préoccupante alors que le choc pétrolier de 1973 provoque aussi la fermeture d'entreprises traditionnelles.
En 1973, Irénée Bourgois est candidat aux élections législatives contre le député UDR sortant, Raymond Offroy. Après avoir devancé au premier tour le candidat socialiste, maire de la ville du Tréport, il est battu par le député UDR.
En 1974, la municipalité s'affiche ouvertement en faveur des salariés grévistes du port de Dieppe et soutient toutes les luttes ouvrières. Ainsi, la grande grève des dockers soutenue par le maire de Dieppe contribue à qu'une partie de l'activité bananière du port de la ville se fasse désormais par le port du Havre.
Bien que la municipalité déclare à l'époque s'attacher à la préservation et mise en valeur du patrimoine architectural, en particulier à la sauvegarde des maisons construites sur les plans de M. de Ventabren, Architecte du Roy, elle autorise la destruction de maisons et villas du front de mer datant des années 1900 (manoir Saint-Martin, villa de la Caravelle, villa Mauresque ...) qui laisseront ainsi place à des immeubles de standing. Sa municipalité demande également à l'architecte Oscar Niemeyer d'aménager la ZAC du Val-Druel. Un premier projet d'immeubles courbes longs de 50 mètres est d'abord refusé par l’État amenant l'architecte brésilien à proposer deux variantes : des tours de dix-sept étages ou des blocs de neuf étages et de 60 mètres de longueur. L'ensemble du projet de bétonnage finalement déposé (des immeubles de neuf étages, longs de 150 mètres et légèrement courbes, abritant chacun deux cents logements) est cependant refusé par le ministre de l'Aménagement du territoire et de l'équipement, Olivier Guichard, chargé de l'application des procédures d'urbanisme et des zones d'aménagement concerté.
Irénée Bourgois obtient néanmoins le financement de l'État dans le cadre du Contrat Ville Moyenne qui prévoit le développement des rues piétonnes. Il renonce à sauvegarder la majorité des vieux immeubles de l'ilot St Jacques qu'il fait démolir pour les remplacer par des immeubles modernes (HLM), insérés dans les anciennes constructions en briques. En janvier 1976 la Grande-Rue et la place du Puits-Salé deviennent également piétonnes.
En mars 1976 Irénée Bourgois est réélu conseiller général.
En mars 1977 il est réélu maire de la ville de Dieppe lors de la vague rose-rouge. La commune voisine, Neuville-lès-Dieppe bascule elle aussi à gauche avec Christian Cuvilliez, lui aussi membre du parti communiste. Les deux édiles décident alors de fusionner les deux villes, notamment pour permettre à Neuville de bénéficier des ressources fiscale de Dieppe dont elle est quasiment totalement dépourvue.
En mars 1978, Irénée Bourgois prend sa revanche contre le député gaulliste Raymond Offroy et est élu député de la 9e circonscription de la Seine-Maritime (Dieppe-Eu-Le Tréport). Son élection est cependant contestée devant le conseil constitutionnel, Raymond Offroy ayant fait état de pressions exercées sur les électeurs de Dieppe par les maires de Dieppe et de Neuville-lès-Dieppe, pressions également dénoncées par les élus socialistes des deux localités mais jugées difficilement appréciables par le juge constitutionnel pour estimer de leur influence sur le comportement des électeurs et ainsi invalider l'élection.
La période est marquée par la fermeture des dernières filatures de la région comme celle d'Ouville-La-Rivière.
À la fin des années 1970 et au début des années 1980, Irénée Bourgois ne peut empêcher la faillite de la station balnéaire, symbolisée par la disparition des cabines de plage et du centre de thalassothérapie.
Le 1er janvier 1980, Dieppe et Neuville-lès-Dieppe fusionnent dans la nouvelle commune de Dieppe. Irénée Bourgois est désormais à la tête d’une ville de près de 40 000 habitants. Son premier adjoint est Christian Cuvilliez.
La situation économique continue à être difficile. Le trafic bananier est finalement massivement détourné vers le port du Havre, plus moderne et adapté pour recevoir des conteneurs frigorifiques. Les grèves de dockers qui avaient refusé cette modernisation en 1974 reprennent mais sans succès. Les effectifs dockers chutent alors de 700 ouvriers à moins de 200 et la liaison Dieppe-Brighton en aéroglisseur est définitivement interrompue.
En juin 1981, Irénée Bourgois est devancé au premier tour des élections législatives par le candidat socialiste Jean Beaufils lors des élections législatives. il doit alors se désister en faveur de Beaufils qui est élu député.
Dans les années 1980, Bourgois met en œuvre une nouvelle politique de développement culturel, avec la création d'un service municipal d'action culturelle dont l'élément emblématique est le Centre d'action culturelle baptisé Centre Jean Renoir, construit quai Bérigny et inauguré en 1982 par François Truffaut.
En mars 1983, lors des élections municipales, Irénée Bourgois s'impose face à la liste emmenée par le député Jean Beaufils. Les deux listes fusionnent pour le second tour dans une liste d'Union de la gauche qui gagne les élections. Irénée Bourgois est réélu maire.
En 1985 La restauration de l'îlot Sainte-Catherine, est primée par le ministère de l'Habitat et de l'Urbanisme. Une opération de rénovation de l'habitat ancien prévoit de sauver l'essentiel du patrimoine architectural de la ville, mis à part les églises Saint-Jacques et Saint-Rémi ainsi que l'ancien théâtre municipal.
En mars 1989, lors des élections municipales, Irénée Bourgois devance encore au premier tour la liste emmenée par Jean Beaufils. Les deux listes fusionnent pour le second tour dans une liste d'union de la gauche qui gagne les élections. Il est réélu maire.
La municipalité se lance dans le projet de construction d'un nouveau bâtiment pour l'école de musique qui, s'appuyant sur les restes d'un ancien couvent dont elle utilisera l'ancienne chapelle comme salle d'orgue, s'intégrera dans le nouvel espace de la Barre. Mais Irénée Bourgois ne verra pas l'aboutissement de ce projet qui sera inauguré en 1991.
Irénée Bourgois décède le 11 juillet 1989 à l’hôpital de Dieppe.

## Hommage local

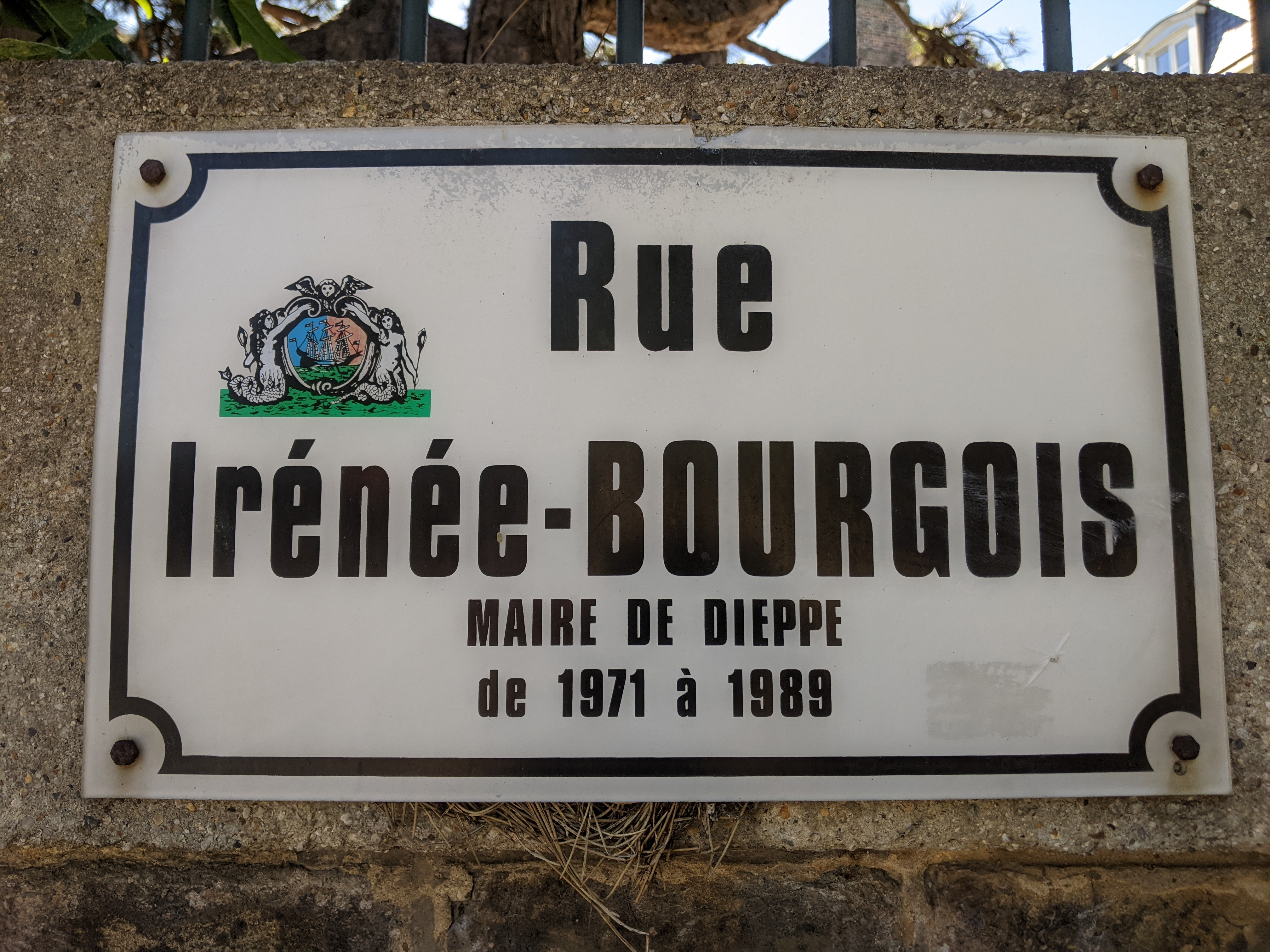
Plaque de la rue Irénée-Bourgois

La rue de la sous-préfecture a été rebaptisée en son honneur par son successeur à la mairie de Dieppe, Christian Cuvilliez.